# Agony
『Agony』（アゴニー）は、Madmind Studioが開発し、PlayWayがパブリッシングを行った、2018年のダーク・ファンタジーサバイバルホラーゲーム。プレイヤーは、過去の記憶を失っている、地獄の奥で苦しめられている魂を操作する。進路上にいる殉教者たちをコントロールする特殊な能力を使ったり、気が弱い悪魔に乗り移るなどして、過酷な環境を生きのびることを目標とする。また、主人公は他者への憑依能力を持っているという設定から、ステージ内の他者にはほかのアクションゲームにおける「残機（残り人数）」の役割もある。
姉妹作として『Succubus』がある。

## ゲームプレイ
ゲームは一人称視点で構成されている。プレイヤーは地獄に堕とされた殉教者の一人、アムラフェル[英語版]（別名ニムロッド）を操作する。他の殉教者とは異なり、プレイヤーは他の殉教者や、ゲーム後半では一部の悪魔に憑依し、特殊能力を利用できるというユニークな能力を持っている。しゃがんだり、息を止めたりすることで、魔物を避けることができる。時には隠れるだけでなく、新しいエリアのロックを解除するにはパズルを解く必要がある。プレイヤーが集めることのできる隠された像や、収集可能な絵画も用意されている。

## 評価
Agony はMetacriticにて、批評家からやや好ましくないという評価を受けた。 The Escapist[英語版]のBen "Yahtzee" Croshaw[英語版]はZero Punctuation[英語版]のレビューにて 本作を「液状化した内蔵」と表現し、 不要なほど過剰な臓器の頻出や、ゴア・暴力表現を批判し、「マップの景色は非常に乱雑であると同時につまらない。」「（過激さのレベルを）11にまで引き上げてそのまま変化しないのであれば、１のままであるのと同じようにつまらない。」と評し、説明不足で正常に機能してないステルスゲームプレイにも批判した。  後に年の締めににAgonyを2018年の"The 2nd Worst of 2018" (準クソゲーオブザイヤー)に表彰した。
ファミ通のBRZRKは、同じステルスゲームである『エイリアン アイソレーション』とシステムが似ている点を指摘しているが、あちらはわかりやすい題材だったのに対し、本作における宗教観が日本人にとってはなじみが薄く、日本語字幕を読んでも世界観が理解できなかったと述べている。
BRZRKは総合的な評価としてはやや難ありだとしつつも、地獄の描写が素晴らしく、美術作品としては個人的に気に入っていると述べている。